# Polygala retamoides
Polygala retamoides är en jungfrulinsväxtart som först beskrevs av Joseph Marie Henry Alfred Perrier de la Bâthie, och fick sitt nu gällande namn av Wahlert, Phillipson och G.E.Schatz. Polygala retamoides ingår i släktet jungfrulinssläktet, och familjen jungfrulinsväxter. Inga underarter finns listade i Catalogue of Life.